# Öländsk svävfluga
Öländsk svävfluga (Lomatia lateralis) är en tvåvingeart som först beskrevs av Johann Wilhelm Meigen 1820.  Öländsk svävfluga ingår i släktet Lomatia och familjen svävflugor. Enligt den svenska rödlistan är arten sårbar i Sverige. Arten förekommer på Öland. Arten har tidigare förekommit i Götaland men är numera lokalt utdöd. Artens livsmiljö är jordbrukslandskap. Inga underarter finns listade i Catalogue of Life.